# 伯恩哈特防線
伯恩哈特防線是納粹德國於第二次世界大戰期間在義大利的一條防線，在1943年12月到達該防線後，美國第5軍團直至1944年1月中才能突破該防線及及推進到另一條防線，古斯塔夫防線，該防線由德國第10軍團的其中一支部隊，德國第14裝甲軍防守的。 
不同於其它橫越義大利全境的防線，它被建立在古斯塔夫防線前的一個突出地，主要位於蒙特卡西諾與卡米諾山之間，被附近的卡米諾、拉迪分薩及馬吉奧里等山峰圍繞著，但是，在亞德里亞海岸一帶的古斯塔夫防線有時亦被稱為伯恩哈特防線。
該防線的防禦力沒有古斯塔夫防線那般堅強及只是被用來阻延盟軍向古斯塔夫防線的推進，聯同古斯塔夫防線及希特勒防線，組成了德軍的冬季防線。

## 背景
1943年9月盟軍入侵義大利後義大利政府已經投降，但德意志國防軍仍然繼續戰鬥，盟軍勝利地攻佔義大利南部及在10月初到達沃土諾防線，首兩條防線（另一條的是巴以巴拉防線）被利用來阻延盟軍的推進以換取時間，用來鞏固冬季防線，哈羅德·亞歷山大有3個選擇向羅馬推進，在亞德里亞海前線他可以進攻佩斯卡拉及利用5號公路（古羅馬的瓦利里亞大道），它橫跨義大利半島經羅馬到達西海岸，在亞平寧山脈另一邊，沿西海岸的7號公路（古羅馬的亞壁古道）可到達羅馬南面的蓬蒂內沼澤，但該地已經被德國人放洪水掩沒，最後是從同一方沿向6號公路經利里河谷進入羅馬。

### 戰鬥序列
在義大利的德軍由阿爾貝特·凱塞林指揮，而防守該防線的德國第10軍團由海因里希·馮·维廷霍夫統領，下轄在亞德里亞海前線由特勞戈特·赫爾指揮的德國第76裝甲軍及在亞平寧山脈另一面的由福里多·馮·森格爾·安得·艾特林率領的德國第14裝甲軍。
新任地中海戰區盟軍最高司令是英國將軍亨利·梅特兰·威尔逊，他替代了美國將軍德懷特·艾森豪，原因是艾森豪被調往準備霸王行動，即是在諾曼地的登陸，在義大利的盟軍由哈羅德·亞歷山大指揮，下轄包括美國第5軍團及英國第8軍團，第5軍團由馬克·韋恩·克拉克中將率領，包括美國、法國及英國單位，第8軍團由英國、印度、新西蘭、加拿大及波蘭的單位組成，從1月初開始奧利弗·利斯中將取代伯納德·勞·蒙哥馬利指揮第8軍團，因蒙哥馬利被召回準備霸王行動。

## 英國第8軍團從桑格羅河前進
第8軍團的進攻單位在11月9日到達桑格羅河，亞歷山大已計劃蒙哥馬利的英國第5軍 （印度第8步兵師及英軍第78步兵師）在11月20日在海岸平原渡河，同時新到達的新西蘭第2師在15英哩外的內陸進攻，而英國第13軍則在40英哩外的內陸實施攻擊。

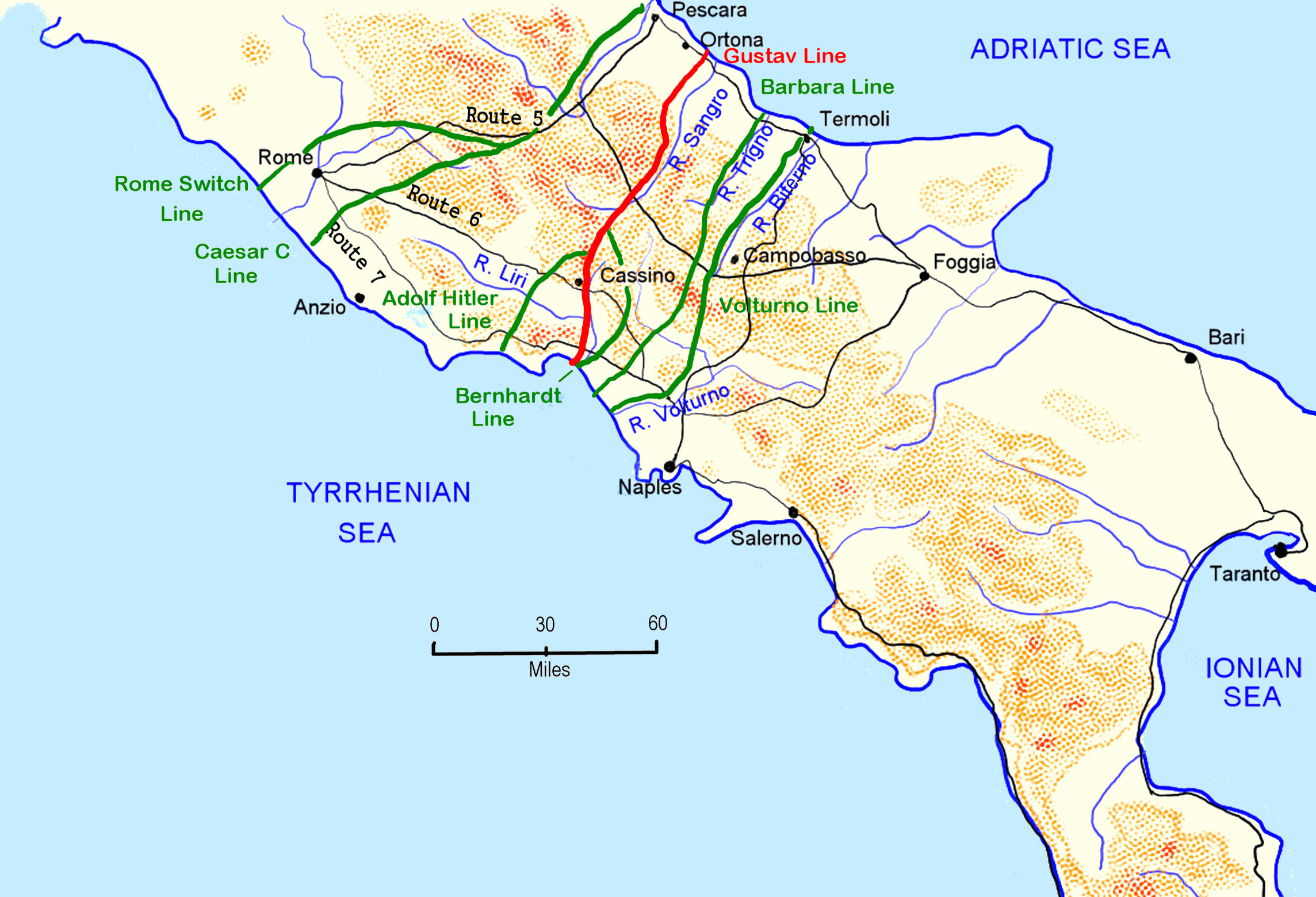
德軍在羅馬以南準備了的防線

但是，連場豪雨令河水上漲及進攻因此被延後至11月27日，到這時防守的德軍第76裝甲軍已經獲得另外二個師的增援，因而有三個師在海岸平原迎擊英國第5軍、德軍第16裝甲師迎戰新西蘭軍及德軍第1傘兵師對抗英國第13軍，經過數天激戰後德軍渡過摩洛河撤往預定防線。
蒙哥馬利現在依賴第78步兵師（自從在對沃土諾防線的進攻已帶領第5軍之進攻），以替代在第13軍區域的加拿大第1步兵師，加拿大人與印度第8步兵師在其左邊，於12月8日發起渡過摩洛河的主要進攻，目標是奧托納，到12月20日他們已到達該鎮外圍，但在奧托納的戰事卻演變成持續一個星期的逐屋爭奪戰，因為第90裝甲步兵師頑強的堅守。
同時，第13軍到達奧爾索尼亞但受德軍第1傘兵師阻擊而不能再進，因而只前進了18英哩 （29 公里）及共有6,500人傷亡而在12月的暴風雪，下了大雪及能見度只有零導致盟軍在亞德里亞海戰線不能展開進攻，當新年來時，能見度才稍為改善，由於預計到春季來臨後天氣才會好轉，第8軍團沒有足夠力量前進到佩斯卡拉，亞歷山大命令暫停進攻，指示第8軍團實施牽制性行動，阻上守軍被調往增援第14裝甲軍支援第5軍團。
在冬季的餘下時間於亞德里亞海戰線上只有零星的戰鬥及偵察行動。

## 美國第5軍團對伯恩哈特防線的進攻
面對連場豪雨等惡劣天氣，美國第5軍團從10月中至11月初經過多場艱苦戰鬥及通過精密及關鍵性的防禦工事，才能從沃土諾防線進至伯恩哈特防線。
在戰線中央的米格納諾隘口，由於是在海岸地帶的沼澤地形，因而是唯一路徑可進入利里河谷。
在經過米格納諾隘口及其村莊（包括聖彼得）時，可威脅及俯瞰第6公路的分別是左邊的卡米諾山、羅恩山、波契亞山及Trocchio山，和右邊的聖克羅山、科克山、Sambúcaro山及Maiao山，Sambúcaro山在當時的盟軍地圖上的名字是薩繆克羅山山，當英國第5軍在11月6日在卡米諾山向伯恩哈特防線發起進攻時，受到德軍第15裝甲擲彈師的猛烈阻擊，從向對沃土諾防線的攻勢到11月中，他們已付出了死傷超過10,000人的代價，第5軍團需要暫停進攻、重組及重新集結力量。 

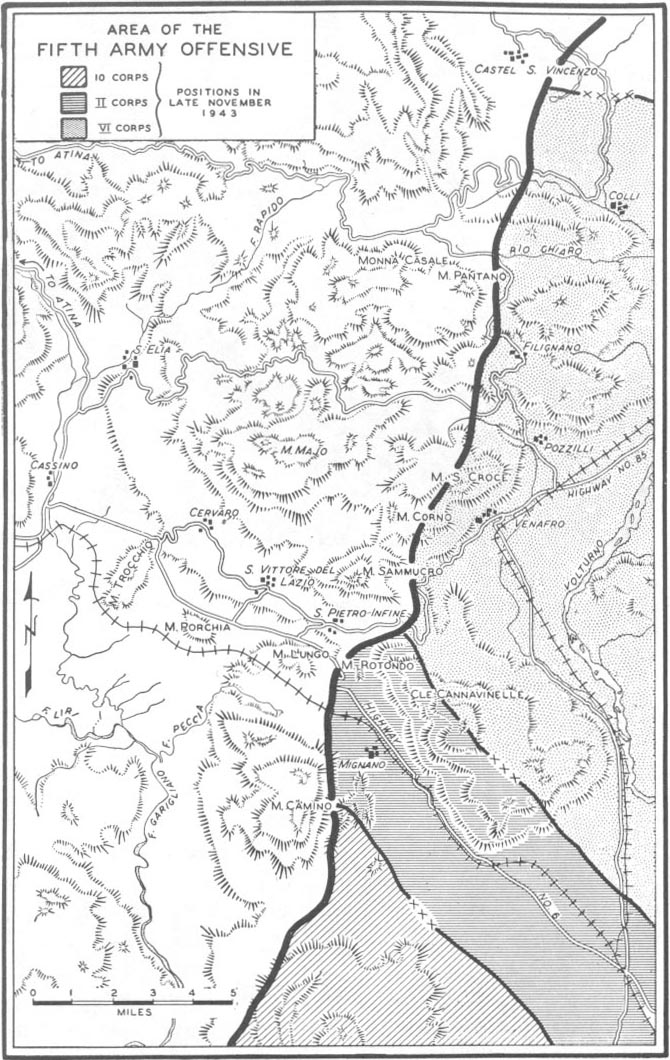
1943年秋季在美國第5軍團所屬戰區的進攻

第5軍團於12月1日恢復進攻，首次進攻代號為雨衣行動，在密集炮火及空中轟炸支援下，由左邊的英國第10軍（英軍第46（北米特蘭）步兵師及英軍第56（倫敦）步兵師組成）和部份美國第2軍包括美軍第1別動隊聯合進攻難以克服的卡米諾山群，其最高山峰963號山嶺上有一間修道院，兩個明顯較低的山峰，拉迪芬薩山 （960號山頭）及Monte la Remetanea （907號山頭），距離卡米諾山北面少於2英哩（3 公里），卡米諾山後面是發圖山數個山峰，整個山區大約6英哩（10 公里）長及4英哩（6.5 公里）闊，在東面及東北面的山岥特別陡峭，在西面是加利格裡阿諾河，在12月8日前卡米諾山由德軍第15裝甲擲彈師防守。
當時，在美國第5軍團右翼，美國第6軍（美軍第34及第45步兵師）已攻入山區，但進展甚微，直至法國遠征軍的山地部隊到達，盟軍才於12月15日恢復進攻。
12月8日，美國第2軍的第3、第36步兵師及第1別動隊進攻Sambúcaro山，及進入米格納諾隘口，12月10日晚上，盟軍攻佔山嶺及威脅米格納諾隘口的德軍，但是，在隘口內聖彼得鎮的德軍仍堅守至12月16日，盟軍攻佔羅恩山為止，德國人預計聖彼得鎮不能長期堅守，因為美國第2軍已控制了兩翼、羅恩山及薩繆克羅山山嶺，在一個強大反攻掩護下，於聖·維托雷前面的德軍向後撤1英哩（1.5 公里），之後數天盟軍發動數次進攻，在12月26日攻佔了在北面可俯瞰聖·維托雷的莫雷羅山。
在第6軍戰線，由於惡劣天氣及崎嶇地形的影響，進展緩慢，在整個12月，美國第5軍團已有5,020人受傷，但有多達22,816人被送往醫院，部份原因是黃疸、發燒及戰壕腳。 
12月底，第5軍團停止進攻及再次重組、補充兵員及集中力量在古斯塔夫防線進攻，美國第6軍此時已退下火線以準備鵝卵石行動，由法國遠征軍代替。
美國第2軍在1944年1月4日沿6號公路南北恢復進攻，在北面攻佔聖·維托雷及在1月7日佔領基亞亞山，在南面進攻由羅恩山開始及佔領波契亞山，同時在左邊，英國第10軍在1月8日攻佔塞卓山，它與基亞亞山及波契亞山一起在Trocchio山前面組成一條堅強防線。
清除在古斯塔夫防線前面敵軍的最後進攻在1月10日開始，Cervaro在1月12日被攻佔及其北面可俯瞰該市的山嶺亦於1月13日失守，令Trocchio山的北翼暴露於眼前，盟軍計劃於1月15日發起大規模進攻，但是，德國第14裝甲軍發覺自己的位置難以防守及撤過萊皮多河，當美國第2軍在1月15日向前推進時，沒有遇到大的抵抗。

## 總結
美國第5軍團經過艱苦戰鬥及付出了16,000人的傷亡代價，只推進了7英哩以通過在伯恩哈特防線上的防禦工事（包括在聖彼得鎮戰役中的行動），攻佔了特羅基奧山及在1月15日到達面對古斯塔夫防線的位置。

## 參看
- 入侵義大利
- 聖彼得鎮戰役
- 古斯塔夫防線
- 美國第5軍團
- 巴以巴拉防線
- 美軍第36步兵師

## 附錄
1. 1 2  Carver, p. 93
2. ↑  Carver, p. 94
3. ↑  Lloyd Clark, p53
4. ↑  Carver, p. 103
5. 1 2 3  在當時盟軍的地圍上，Sambúcaro山的名字經常被顯示為Sammucro山。
6. ↑  Carver, p90
7. ↑  Carver, p104
8. ↑  Fifth Army at the Winter Line, p87
9. ↑  Fifth Army at the Winter Line, p91
10. ↑  Fifth Army at the Winter Line, pp106-107
11. ↑  Fifth Army at the Winter Line, p112

## 外部連結
- Map of the German defensive lines（页面存档备份，存于）